# كنديون فرنسيون
الفرنسيون الكنديون بشكل عام هي إشارة إلى أحفاد المستعمرين الفرنسيين في فرنسا الجديدة (كندا) في الفترة بين 1600 - 1800. اليوم الفرنسيون الكنديون يشكلون سكان كندا الذين يعتبرون اللغة الفرنسية لغتهم الرئيسة. وبحسب تعداد السكان في عام 2014 بلغ تعدادهم حوالي 4.6 مليون نسمة، ويعتنق أغلب الكنديين الفرنسيين المسيحية ديناً على مذهب رومانيَّة كاثوليكيَّة.
بداية من القرن السابع عشر. يشكل العرق الكندي الفرنسي (بما في ذلك أولئك الذين لم يعودوا يتحدثون الفرنسية) ثاني أكبر مجموعة عرقية في كندا، بعد ذوي الأصل الإنجليزي. 
حتى صدور قانون اللغات الرسمية لعام 1969، كان مصطلح «الكندي الفرنسي» يستخدم أحيانًا للإشارة إلى الكنديين الذين يتحدثون الفرنسية (يطلق عليهم الآن «الكنديون الفرنكوفونيون»).  يشكل الكنديون الفرنسيون غالبية المتحدثين الأصليين للفرنسية في كندا، ويمثلون 22 في المائة من إجمالي سكان البلاد، وغالبية سكان كيبيك، حيث يشار إليهم باسم «الكيبيكيين» أو "[Québécois people] خطأ: {{لغة}}: وسيط غير صالح: |3= (مساعدة)". توجد أقليات كندية فرنسية في أجزاء معينة من كندا والولايات المتحدة. توجد كذلك بعض الجماعات العرقية الناطقة بالفرنسية مثل الأكاديين، والميتي، والتي يمكن أن تدرج ضمن المجموعة الفرنسية الكندية في بعض السياقات اللغوية، ولكنها تعتبر جماعات عرقية وثقافية منفصلة عن الكنديين الفرنسيين نظرا لتاريخهم المختلف.
خلال القرن السابع عشر، استقر المستوطنون الفرنسيون القادمون من شمال فرنسا في كندا. ومنهم ولد العرق الكندي الفرنسي. ثم خلال القرنين السابع عشر والثامن عشر، توسع الكنديون الفرنسيون عبر أمريكا الشمالية واستعمروا مناطق ومدن وبلدات مختلفة. نتيجة لذلك، يمكن اليوم العثور على الأشخاص من أصل كندي فرنسي في جميع أنحاء أمريكا الشمالية. بين عامي 1840 و1930، هاجر العديد من الكنديين الفرنسيين إلى نيو إنغلاند، في حدث عُرف باسم «غراند هموراجي».

## أصل التسمية
يعود اسم «الكنديون الفرنسيون» إلى كندا، المنطقة الأكثر تطوراً واكتظاظاً بالسكان في فرنسا الجديدة خلال فترة الاستعمار الفرنسي في القرنين السابع عشر والثامن عشر. أشار الاستخدام الأصلي لمصطلح كندا إلى الأرض التي امتدت على طول نهر سانت لورانس، مقسمة إلى ثلاث مناطق (كيبيك، وتروا ريفيير، ومونتريال)، بالإضافة إلى Pays d'en Haut (البلدان العليا)، والمناطق الإقليمية الواسعة في شمال وغرب مونتريال والتي غطت منطقة البحيرات العظمى بأكملها.
من 1535 إلى 1690، كانت الكلمة الفرنسية Canadien تشير إلى الأمم الأولى التي واجهها الفرنسيون في وادي نهر سانت لورانس. بحلول نهاية القرن السابع عشر، أصبح الكنديون اسمًا إثنيا يميز سكان كندا عن سكان فرنسا. بعد الحرب العالمية الثانية، خصص المتحدثون باللغة الإنجليزية الذين يعيشون في كندا مصطلح «كندي» لأنفسهم. للتمييز بين السكان المتحدثين باللغة الإنجليزية و«الكنديين القدامى»، ظهرت مصطلحات الكنديين الإنجليز والكنديين الفرنسيين.  خلال الثورة الهادئة في الستينيات إلى الثمانينيات، بدأ سكان كيبيك في اعتبار أنفسهم كيبيكيين فقط بدلاً من كنديبن فرنسيين.

## التاريخ

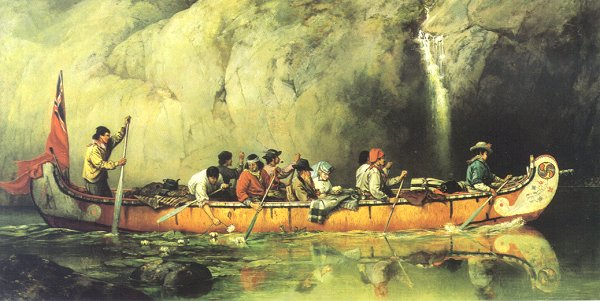
مستكشفون كنديون (Voyageurs) يمرون بشلال

كان المستوطنون الفرنسيون من نورماندي، بيرش، بوس، بروتاني، مين، أنجو، تورين، بواتو وغشكونية أول أوروبيين يقومون باستعمار ما هو الآن كيبيك بسكل دائم، بالإضافة إلى أجزاء من أونتاريو، أكاديا، ومناطق بغرب كندا (طالع الاستعمار الفرنسي للأمريكتين) امتدت مستعمراتهم في فرنسا الجديدة (والتي تسمى أيضًا كندا) عبر ما يعرف اليوم بالمقاطعات البحرية وجنوب كيبيك وأونتاريو، بالإضافة إلى وادي نهر المسيسيبي بأكمله.
نشأت المستوطنات الأوروبية الدائمة الأولى في كندا في بورت رويال عام 1605 ومدينة كيبيك عام 1608 كمراكز تجارية للفراء. كانت أراضي فرنسا الجديدة هي كندا وأكاديا (أعيدت تسميتها لاحقًا نوفا سكوشا) ولويزيانا. أطلق سكان مستعمرة كندا الفرنسية (كيبيك الحديثة) على أنفسهم الكنديين، وجاء معظمهم من شمال غرب فرنسا. جاء السكان الأوائل لأكاديا ، أو الأكاديين، في الغالب (ولكن ليس حصريًا) من المناطق الجنوبية الغربية من فرنسا.
صار يُعرف المستكشفون الكنديون وتجار الفراء باسم "coureurs des bois" و"voyageurs" ، بينما عرف أولئك الذين استقروا في المزارع في كندا باسم السكان (Habitants). كان العديد من الكنديين الفرنسيين من نسل بنات الملك في ذلك العصر. والعديد منهم أيضًا من نسل الزيجات الفرنسية والألغونكوية المختلطة (انظر أيضًا شعب ميتي والشعب الأكادي).
خلال منتصف القرن الثامن عشر، استعمر المستكشفون الفرنسيون والكنديون المولودون في كندا الفرنسية أجزاء أخرى من أمريكا الشمالية، فيما يعرف اليوم بولايات لويزيانا، ميسيسيبي، ميسوري، إلينوي، فينسينس ، إنديانا، لويزفيل ، كنتاكي، وندسور-ديترويت والمروج الكندية (جنوب مانيتوبا).

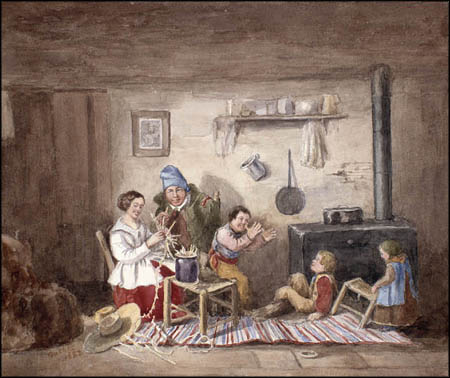
"السكان" لكورنيليوس كرييههوف (1852)

بعد الغزو البريطاني لفرنسا الجديدة عام 1760 في الحرب الفرنسية والهندية (المعروفة باسم حرب السنوات السبع في كندا)، ظل السكان الفرنسيون الكنديون مهمين في تسيير المستعمرات. حصل البريطانيون على أكاديا بموجب معاهدة أوترخت عام 1713. تطلب الأمر صدور قانون كيبيك 1774 ليتمكن الكنديون الفرنسيون من استعادة نظام القانون المدني الفرنسي، وفي عام 1791 تم تعريف الكنديين الفرنسيين في كندا السفلى بالنظام البرلماني البريطاني عندما تم إنشاء جمعية تشريعية منتخبة. لم تتمتع تلك الجمعية التشريعية لسلطة حقيقية، ولذا تدهور الوضع السياسي ونشبت ثورات كندا السفلى في 1837-1838، وبعد ذلك تم توحيد كندا السفلى وكندا العليا. كانت بعض الدوافع وراء الاتحاد هي تقييد السلطة السياسية الفرنسية الكندية وفي نفس الوقت نقل جزء كبير من ديون كندا العليا إلى كندا السفلى الخالية من الديون. بعد عدة عقود من الهجرة البريطانية، أصبح الكنديون (Canadiens) أقلية في مقاطعة كندا في خمسينيات القرن التاسع عشر.
كانت المساهمات الفرنسية الكندية ضرورية لتأمين «حكومة مسؤولة» لكندا وفي تولي الاتحاد الكندي. ومع ذلك، على مدار أواخر القرنين التاسع عشر والعشرين، ازداد استياء الكنديين الفرنسيين من مكانتهم في كندا بسبب سلسلة من الأحداث، شملت إعدام لويس رييل، والقضاء على ثنائية اللغة الرسمية في مانيتوبا، ومشاركة كندا في حرب البوير الثانية، واللائحة 17 التي حظرت مدارس اللغة الفرنسية في أونتاريو وأزمة التجنيد عام 1917 وأزمة التجنيد عام 1944.
بين أربعينيات وثلاثينيات القرن التاسع عشر، هاجر حوالي 900 ألف كندي فرنسي إلى منطقة نيو إنجلاند. عاد حوالي نصفهم إلى ديارهم. صارت الأجيال التي ولدت في الولايات المتحدة ترى نفسها في نهاية المطاف على أنها أميركية فرنسية. خلال نفس الفترة الزمنية، هاجر العديد من الكنديين الفرنسيين واستقروا في شرق وشمال أونتاريو. يشكل أحفاد هؤلاء المهاجرين الجزء الأكبر من المجتمع الفرنسي-الأونتاري اليوم.
منذ عام 1968، صارت الفرنسية إحدى اللغتين الرسميتين في كندا. هي اللغة الرسمية الوحيدة في كيبيك وواحدة من اللغات الرسمية في نيو برونزويك ويوكون والأقاليم الشمالية الغربية ونونافوت. لا يوجد في مقاطعة أونتاريو لغة رسمية محددة في القانون، على الرغم من أن حكومة المقاطعة تقدم خدماتها باللغة الفرنسية في أجزاء كثيرة من المقاطعة بموجب قانون خدمات اللغة الفرنسية.

## الجينات
يعتبر الكنديون الفرنسيون في كيبيك مثالًا كلاسيكيًا على «السكان المؤسسين». على مدى 150 عامًا من الاستعمار الفرنسي، بين عامي 1608 و 1760، تزوج ما يقدر بنحو 8.500 شخص وتركوا سليلًا واحدًا على الأقل في الإقليم. بعد استيلاء التاج البريطاني على المستعمرة عام 1760، توقفت الهجرة من فرنسا فعليًا،  لكن أحفاد المستوطنين الفرنسيين استمروا في الازدياد بسبب ارتفاع معدل الخصوبة لديهم. حدث التزاوج في الغالب مع الأكاديين المرحلين والمهاجرين القادمين من الجزر البريطانية. منذ القرن العشرين، شهد السكان الفرنسيون الكنديون اختلاطًا أكبر بشكل ملحوظ مع المجموعات العرقية الأخرى، من العديد من الأصول المختلفة. ومع ذلك، في حين أن الكنديين الفرنسيين في كيبيك اليوم قد يكونون جزئيًا من أسلاف أخرى، فإن المساهمة الجينية للمؤسسين الفرنسيين الأصليين لا تزال سائدة، وتمثل حوالي 90 ٪ من الجينات الكندية الفرنسية، في حين أن الأكاديين (المنحدرين من مستوطنين فرنسيين آخرين في شرق كندا) يمثلون 4 ٪ والبريطانيون 2 ٪، مع مساهمة الأمريكيين الأصليين والمجموعات الأخرى بنسبة أقل.

## الهويات

### كندا
| هوية       | تعداد السكان |
| ---------- | ------------ |
| كندي فرنسي | 6,695,770    |
| فرنسي      | 4,941,210    |
| كيبيكي     | 146.590      |
| أكادي      | 96145        |

يعبر الكنديون الفرنسيون الذين يعيشون في كندا عن هويتهم الثقافية باستخدام عدد من المصطلحات. وجد مسح التنوع العرقي لتعداد 2006 الكندي   أن الناطقين بالفرنسية الكنديين يعتبرون انتمائهم العرقي في معظم الأحيان فرنسيا، أو كنديا فرنسيا، أو كيبيكيا، أوأكاديا. تم جمع الثلاثة الأواخر معًا بواسطة Jantzen في سنة 2006، واعتبار أنهم ينتمون إلى «العالم الجديد الفرنسي» لأنهم نشأوا في كندا. 
يميز Jantzen كلمة الكندي (Canadian) الإنجليزية، ومعناها «شخص يعود أصله إلى كندا لأجيال متعددة»، والكندي (Canadien) الفرنسية، وتستخدم للإشارة إلى أحفاد المستوطنين الأصليين في فرنسا الجديدة في القرنين ال17 وال18. تم استخدام تلك الأخيرة للإشارة إلى السكان الناطقين بالفرنسية في فرنسا الجديدة بداية من النصف الأخير من القرن السابع عشر. كان يُطلق على السكان الناطقين باللغة الإنجليزية الذين وصلوا لاحقًا من بريطانيا العظمى اسم "Anglais". استمر هذا الاستخدام حتى نشأة الاتحاد الكندي في عام 1867. وحد الاتحاد العديد من المستعمرات البريطانية السابقة في «دومينيون كندا»، ومنذ ذلك الوقت فصاعدًا، تم استخدام كلمة «كندي» (Canadian) لوصف المواطنين الناطقين باللغة الإنجليزية والمتحدثين بالفرنسية، أينما كانوا يعيشون في البلاد.
أولئك الذين وصفوا إثنيتهم بأنها «فرنسي العالم الجديد» لديهم أسلاف ترجع إلى أربعة أجيال على الأقل في كندا. أظهر الجيل الرابع من الـCanadiens والكيبيكيين ارتباطًا كبيرًا بمجموعتهم العرقية الثقافية، حيث أبلغ 70 ٪ و 61 ٪ على التوالي عن شعور قوي بالانتماء. تتناقض قوة هوية وانتماء من يرجع أصلهم إلى العالم الجديد الفرنسي مع ذوي الأصول البريطانية أو الكندية، والتي تمثل أكبر الهويات العرقية في كندا. على الرغم من أن الكنديين المتجذرين بعمق في كندا يعبرون عن ارتباط عميق بهويتهم العرقية، إلا أن معظم الكنديين الناطقين باللغة الإنجليزية من أصل بريطاني أو كندي لا يمكنهم عمومًا تتبع أصولهم في كندا مثل الناطقين بالفرنسية. ونتيجة لذلك، أصبحت هويتهم العرقية أضعف: على سبيل المثال، فإن 50٪ فقط من «الكنديين» من الجيل الثالث يعرفون أنفسهم بقوة على هذا النحو، مما يؤدي إلى انخفاض المتوسط الإجمالي. يشير تقرير المسح إلى أن 80٪ من الكنديين الذين استقرت عائلاتهم في كندا لثلاثة أجيال أو أكثر ذكروا «هويات عرقية كندية أو إقليمية». تشمل هذه الهويات العالم الجديد الفرنسي مثل "Québécois" (كيبيكي) (37٪ من سكان كيبيك) و «أكادي».

### كيبيك

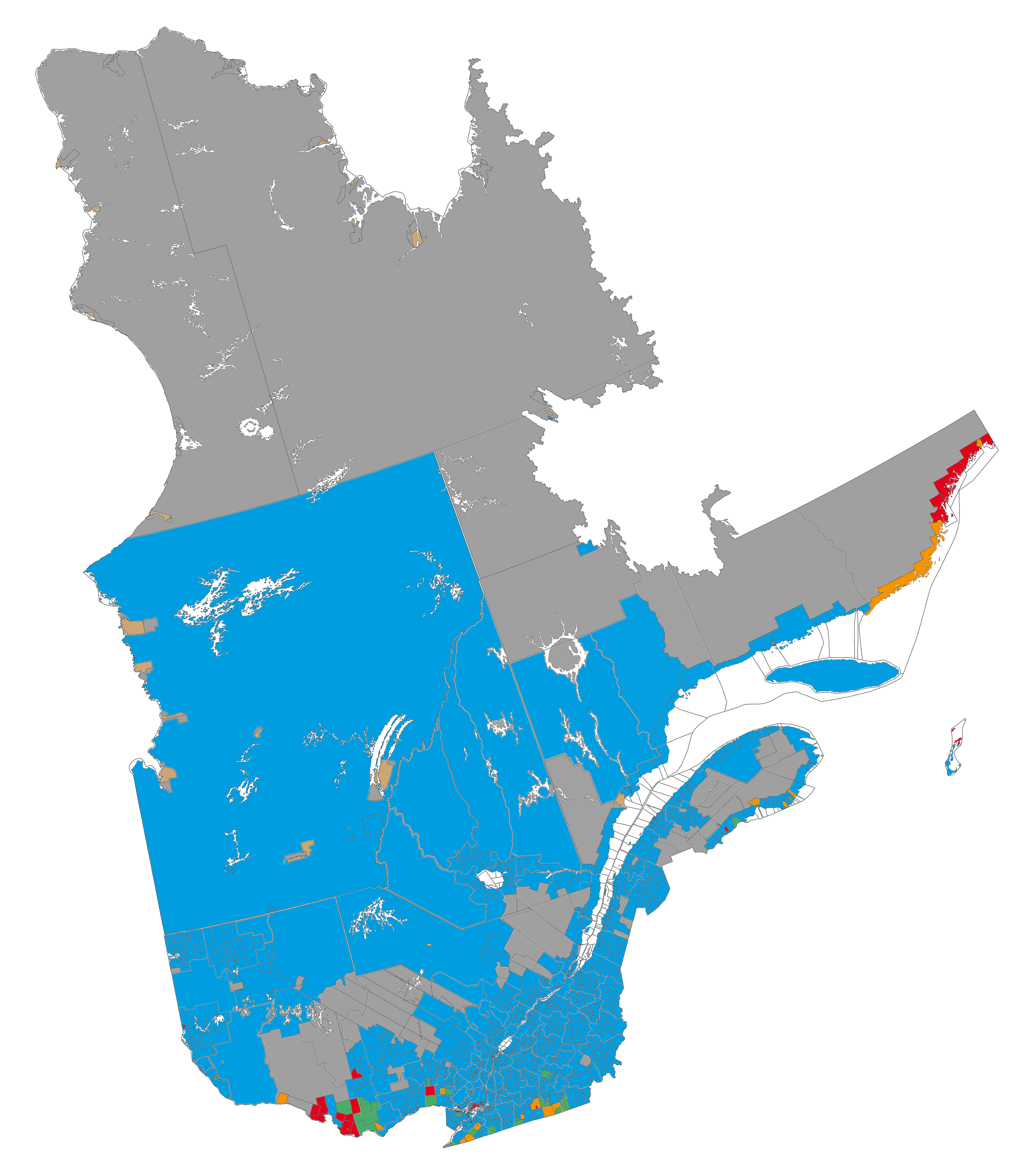
اللغات في كيبيك

منذ عقد 1960، استخدم الكنديون الفرنسيون في كيبيك عموما مصطلح Québécois (المذكر) أو Québécoise (المؤنث) للتعبير عن الهوية الثقافية والوطنية، بدلا من كندي فرنسي وكندية فرنسية. قد لا يعتبر الفرنكوفونيون الذين يعرّفون أنفسهم على أنهم من كويبيك وليس لديهم أصول فرنسية-كندية أنهم «كنديون فرنسيون». أولئك الذين لديهم أصول فرنسية أو فرنسية-كندية، لكنهم يدعمون سيادة كيبيك، غالبًا ما يجدون مصطلح كندي فرنسي قديمًا أو حتى ازدرائيًا. هذا انعكاس للروابط الاجتماعية والثقافية والسياسية القوية التي يحافظ عليها معظم سكان كيبيك من أصل فرنسي كندي، والذين يشكلون غالبية سكان كيبيك الناطقين بالفرنسية. أعطى ذلك لمصطلح كيبيكي معنى غامضًا  والذي غالبًا ما يلعب دورا في القضايا السياسية،  حيث تشير جميع المؤسسات العامة المرتبطة بحكومة كيبيك إلى جميع مواطني كيبيك، بغض النظر عن لغتهم أو تراثهم الثقافي، باسم «الكيبيكيين» (Québécois).
غالبًا ما ركز التحليل الأكاديمي للثقافة الكندية الفرنسية على الدرجة التي تسببت بها الثورة الهادئة، ولا سيما التحول في الهوية الاجتماعية والثقافية للكيبيكيين بين عامي 1966 إلى 1969، في خلق «قطيعة» بين الكيبيكيين وغيرهم من الناطقين بالفرنسية في أماكن أخرى في كندا.

### في باقي كندا

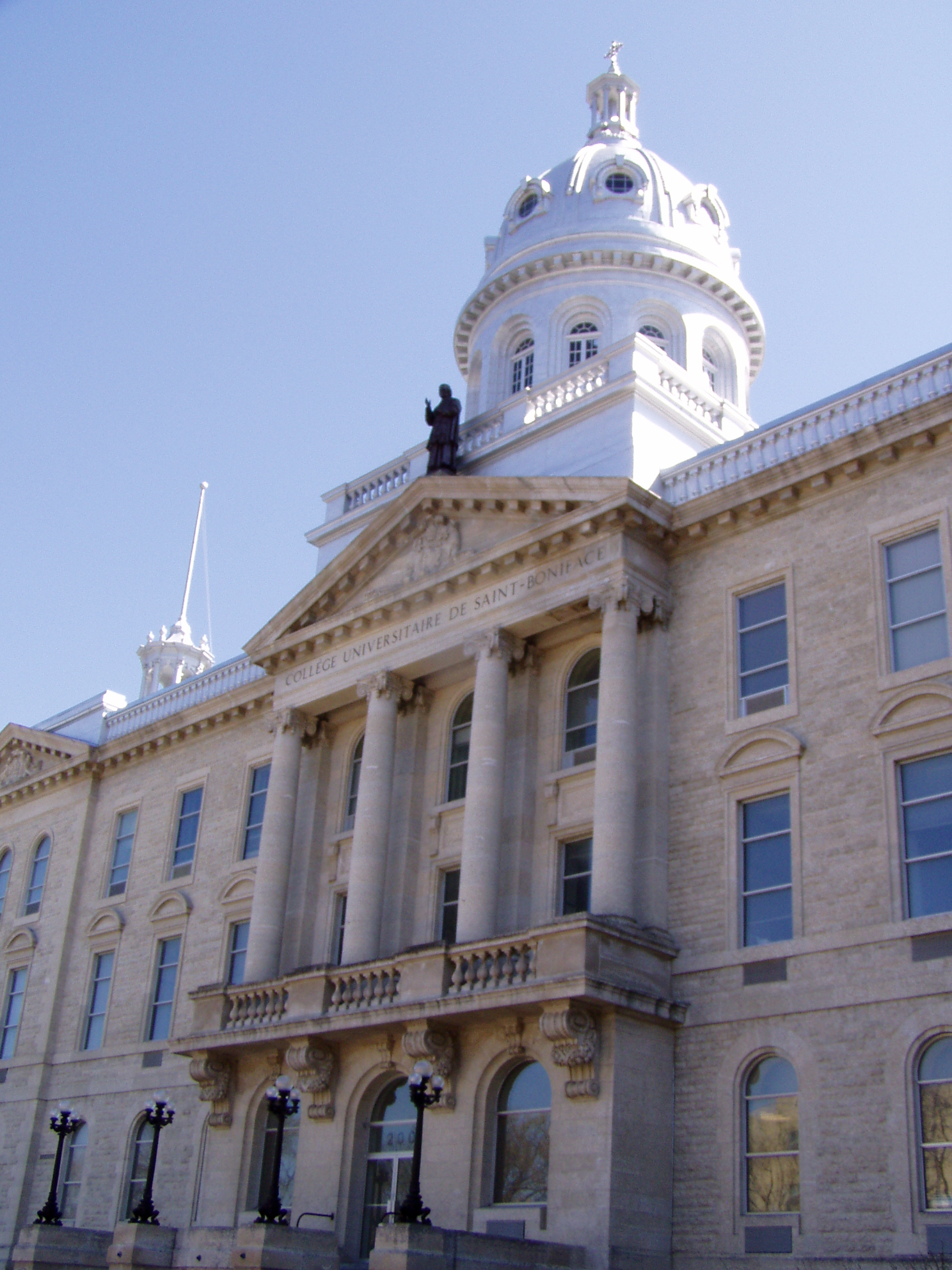
جامعة دي سان بونيفاس في مانيتوبا

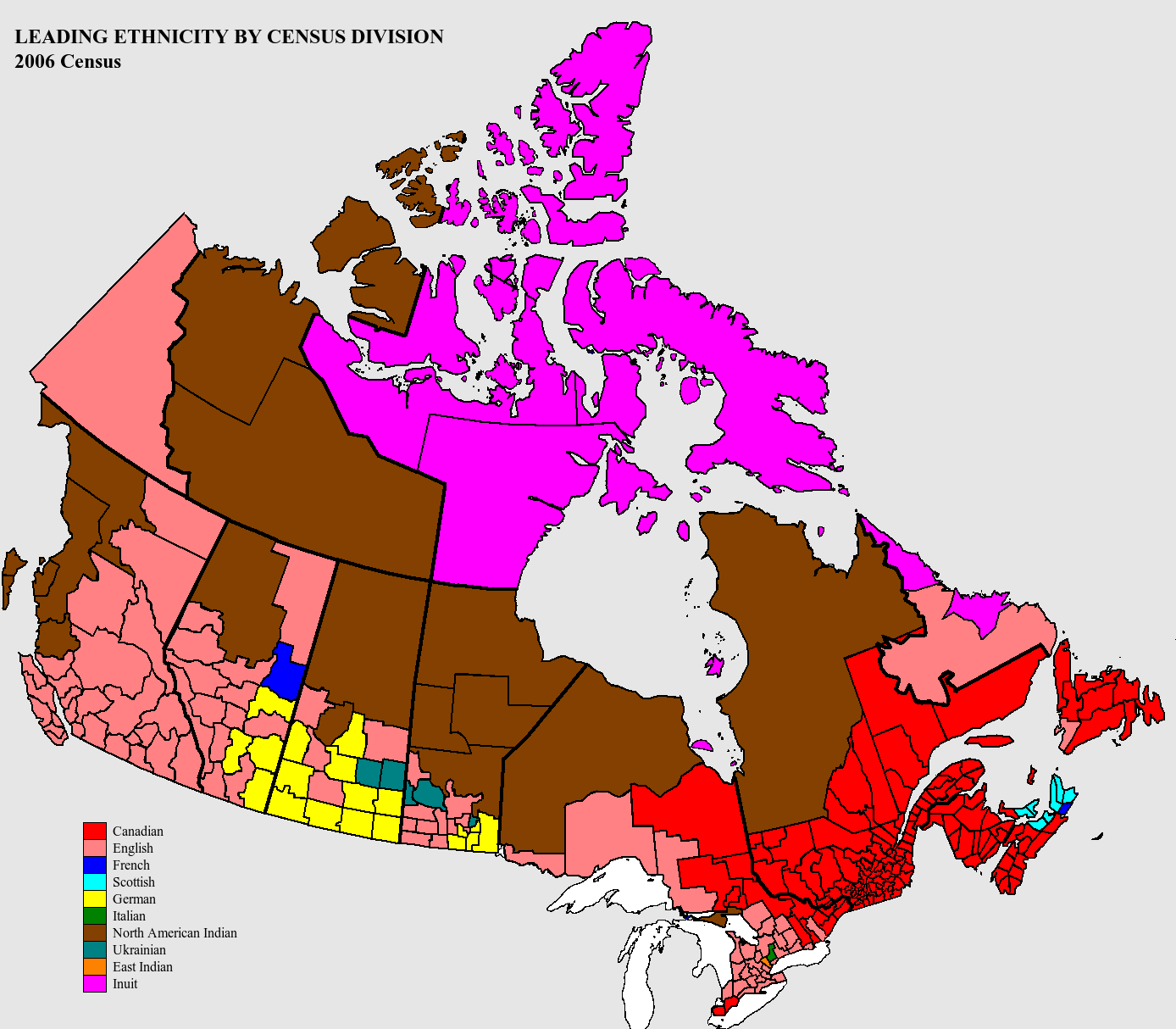
الأعراق الرئيسية في كندا

يعني التركيز على اللغة الفرنسية واستقلالية كيبيك أن المتحدثين بالفرنسية في جميع أنحاء كندا قد يعتبرون أنفسهم québécois (e) (كيبيكيين) أو acadien (ne) (أكاديين) أو Franco-canadien (ne) (كنديين فرنسيين)، أو كأقليات لغوية إقليمية مثل Franco-manitobain (مانيتوبي فرنسي) أو Franco-ontarien (ne) (أونتاري فرنسي). يتم توفير التعليم والخدمات الصحية والاجتماعية من قبل المؤسسات الإقليمية، ويتم استخدام هويات المقاطعات في كثير من الأحيان لتسمية المؤسسات الناطقة باللغة الفرنسية.
يمثل الأكاديون المقيمون في مقاطعات نيو برونزويك وجزيرة الأمير إدوارد ونوفا سكوشا ثقافة عرقية متميزة ناطقة بالفرنسية. تطورت ثقافة هذه المجموعة وتاريخها بشكل منفصل عن الثقافة الكندية الفرنسية، في وقت لم تكن فيه المقاطعات البحرية جزءًا مما كان يُشار إليه بكندا، وبالتالي تعتبر ثقافة متميزة عن الكنديين الفرنسيين.
يمكن ربط شعب «برايون» (في مقاطعة ماداواسكا ونيو برونزويك ومقاطعة أروستوك بولاية مين) بالأكاديين أو الكيبكيين، أو اعتبارهم مجموعة متميزة في حد ذاتها، حسب المصدر.
الكنديون الفرنسيون خارج كيبيك هم أكثر احتمالا للتعريف بأنفسهم على أنهم «كنديون فرنسيون». يختلف الانتماء إلى التجمعات الإقليمية من مقاطعة إلى أخرى، إذ يستخدم الأونتاريون الفرنسيون على سبيل المثال تسمية المقاطعة الخاصة بهم بشكل متكرر أكثر بكثير مما يفعله الفرنسيون الكولومبيون. قلة هم الذين يعرفون أنفسهم بالتجمعات الإقليمية فقط، ويرفضون صراحةً «الكندي الفرنسي» كهوية.

### الولايات المتحدة الأمريكية

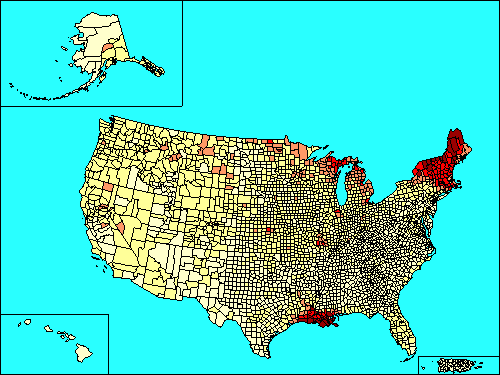
توزيع الأمريكيين الفرنسيين في الولايات المتحدة

خلال منتصف القرن الثامن عشر، استعمر المستكشفون والمستعمرون الكنديون الفرنسيون أجزاء أخرى من أمريكا الشمالية فيما يعرف اليوم بلويزيانا، ميسيسيبي، ميسوري، إلينوي، ويسكونسن، إنديانا، أوهايو، أقصى شمال نيويورك وشبه جزيرة ميشيغان العليا. وكذلك حول ديترويت. كما أسسوا مدنًا مثل نيو أورلينز وسانت لويس وقرى في وادي نهر المسيسيبي. هاجر الكنديون الفرنسيون لاحقًا بأعداد كبيرة من كندا إلى الولايات المتحدة بين أربعينيات وثلاثينيات القرن التاسع عشر بحثًا عن فرص اقتصادية في المجتمعات الحدودية والأجزاء الصناعية من نيو إنجلاند. تتواجد المجتمعات الفرنسية الكندية في الولايات المتحدة على طول حدود كيبيك في مين وفيرمونت ونيوهامبشاير، وكذلك في الجنوب في ماساتشوستس ورود آيلاند وكونيتيكت. هناك أيضًا مجتمع كبير من الكنديين الفرنسيين في جنوب فلوريدا، وخاصة هوليوود، فلوريدا. تدل كثرة الكنائس الكاثوليكية التي سميت على اسم سانت لويس في جميع أنحاء نيو إنجلاند على الهجرة الفرنسية إلى المنطقة. وصاروا يعتبرون أنفسهم أمريكيين فرنسيين، وخاصة أولئك الذين ولدوا أمريكيين.
تعد الفروق بين الكنديين الفرنسيين، والمواطنين الفرنسيين الأصليين، وغيرهم من الهويات الفرنسية في العالم الجديد أكثر ضبابية في الولايات المتحدة منها في كندا، لكن أولئك الذين يُعرفون بأنهم كنديون فرنسيون أو أمريكيون فرنسيون لا يعتبرون أنفسهم فرنسيين بشكل عام. بدلاً من ذلك، فهم يتطابقون ثقافيًا وتاريخيًا وعرقيًا مع الثقافة التي نشأت في كيبيك والتي تختلف عن الثقافة الفرنسية. في كتاب L'avenir du français aux États-Unis ، وجد كالفن فيلتمان وبنوا لاكروا أنه منذ أن تم التخلي عن اللغة الفرنسية على نطاق واسع في الولايات المتحدة، اتخذ مصطلح «الكندي الفرنسي» معنى إثنيًا وليس لغويًا.
الهويات الإقليمية الفرنسية الأمريكية الرئيسية هي:
- الكنديون الفرنسيون:
  - الكنديون الفرنسيون في منطقة البحيرات العظمى
  - نيو إنجلاند الفرنسية
- الكريول:
  - ميسوري الفرنسية (وآخرون من أصل فرنسي في دولة إلينوي السابقة)
  - كريول لويزيانا (الذين يتحدثون الفرنسية الاستعمارية)
- الكاجون

## التوزيع
بلغ عدد الأشخاص الذين يدّعون أصلًا أو تراثًا فرنسيًا-كنديًا حوالي 7 ملايين في كندا. في الولايات المتحدة، يمتلك 2.4 مليون شخص أصولا أو تراثا فرنسيا-كنديا، بينما يزعم 8.4 مليون شخص آخر أنهم من أصول فرنسية ؛ ويعاملون كمجموعة عرقية منفصلة من قبل مكتب الإحصاء الأمريكي.

## أعلام كندا الفرنسية
